# Iradilson Sampaio
Iradilson Sampaio de Souza (São José do Egito, 8 de maio de 1952) é um político e veterinário brasileiro com base em Roraima.